# KLM
KLM Royal Dutch Airlines, tên chính thức là Koninklijke Luchtvaart Maatschappij NV, là hãng hàng không quốc gia của Hà Lan. KLM có trụ sở tại Amstelveen, với trung tâm hoạt động tại Sân bay Amsterdam Schiphol gần đó. Nó là một phần của liên minh Air France - KLM, và là thành viên của liên minh hàng không SkyTeam. Được thành lập vào năm 1919, KLM là hãng hàng không lâu đời nhất trên thế giới vẫn hoạt động với tên ban đầu và có 35.488 nhân viên và một đội bay gồm 122 tàu bay (không bao gồm các công ty con) vào năm 2015. KLM vận hành các dịch vụ chở khách và hàng hóa theo lịch trình tới 145 điểm đến.

## Lịch sử hình thành

### Những năm đầu

Một quảng cáo của hãng năm 1919

Năm 1919, một trung úy phi công trẻ tên là Albert Plesman đã tài trợ cho triển lãm hàng không ELTA ở Amsterdam. Triển lãm là một thành công lớn; sau khi nó đóng cửa một số lợi ích thương mại của Hà Lan dự định thành lập một hãng hàng không Hà Lan, mà Plesman đã được đề cử đứng đầu.  Vào tháng 9 năm 1919, Nữ hoàng Wilhelmina đã trao tặng vị trí được thành lập cho KLM là "Hoàng gia" (" Koninklijke ").  Vào ngày 7 tháng 10 năm 1919, tám doanh nhân người Hà Lan, bao gồm Frits Fentener van Vlissingen, đã thành lập KLM là một trong những công ty hàng không thương mại đầu tiên. Plesman trở thành quản trị viên và giám đốc đầu tiên của nó.
Chuyến bay đầu tiên của KLM diễn ra vào ngày 17 tháng 5 năm 1920. Jerry Shaw, phi công đầu tiên của KLM, bay từ sân bay Croydon, London, đến Amsterdam.  Chuyến bay được bay bằng Máy bay vận tải và Du lịch De Haviland DH-16 thuê,  đăng ký G-EALU, chở hai nhà báo người Anh và một số tờ báo. Năm 1920, KLM chở 440 hành khách và 22 tấn hàng hóa. Vào tháng 4 năm 1921, sau một thời gian gián đoạn mùa đông, KLM đã tiếp tục các dịch vụ của mình bằng cách sử dụng các phi công của mình và máy bay Fokker F.II và Fokker F.III.  Năm 1921, KLM bắt đầu các dịch vụ theo lịch trình. Chuyến bay xuyên lục địa đầu tiên của KLM cất cánh vào ngày 1 tháng 10 năm 1924.  Điểm đến cuối cùng là Jakarta (lúc đó gọi là 'Batavia'), Java, ở Đông Ấn Hà Lan; chuyến bay đã sử dụng Fokker F.VII với đăng ký H-NACC và được Van der Hoop lái. Vào tháng 9 năm 1929, các dịch vụ theo lịch trình thường xuyên giữa Amsterdam và Batavia bắt đầu. Cho đến khi Chiến tranh thế giới thứ hai bùng nổ vào năm 1939, đây là dịch vụ theo lịch trình dài nhất thế giới bằng máy bay. Đến năm 1926, hãng đã cung cấp các chuyến bay đến Amsterdam, Rotterdam, Brussels, Paris, London, Bremen, Copenhagen và Malmö, sử dụng máy bay chủ yếu là Fokker F.II và Fokker F.III. 

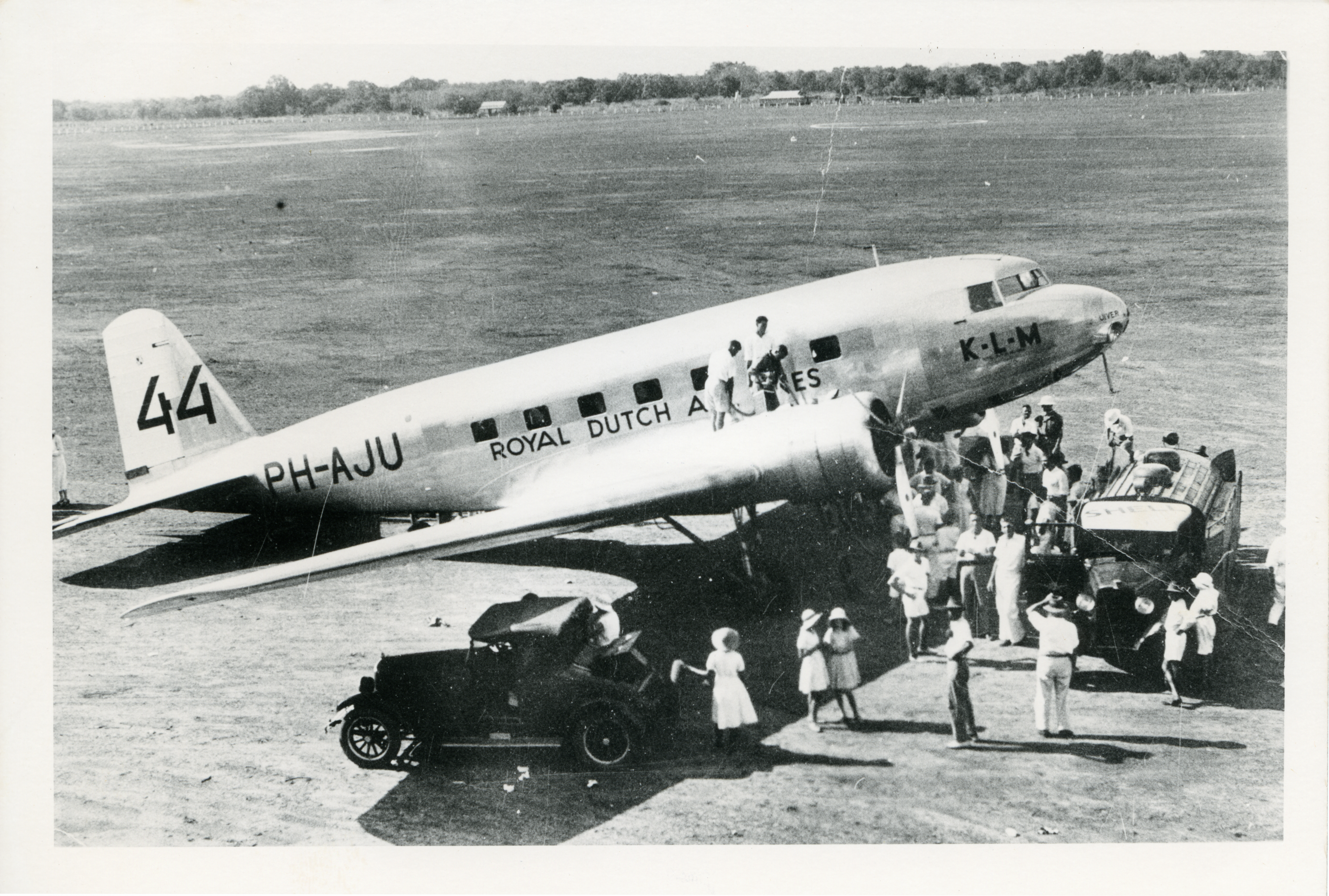
KLM Douglas DC-2 Uiver quá cảnh tại sân bay Rambang trên bờ biển phía đông của đảo Lombok sau khi máy bay được xếp thứ hai trong Cuộc đua máy bay MacRobertson từ RAF Mildenhall, Anh, đến Melbourne năm 1934.

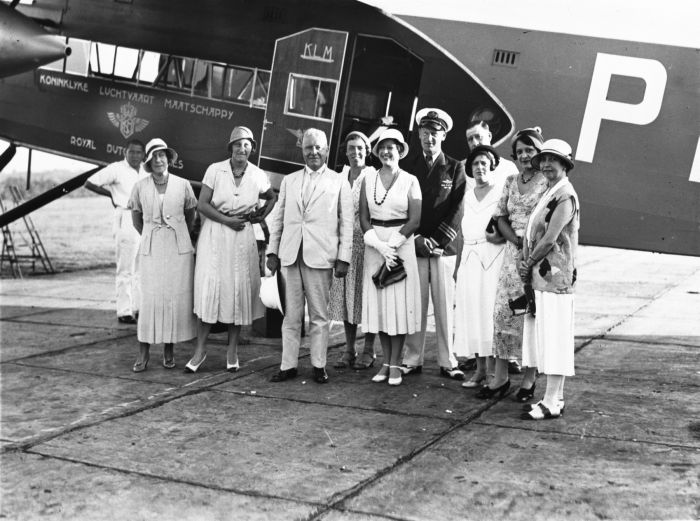
KLM Fokker F-XVIII khởi hành từ Đông Ấn Hà Lan, 1932

Máy bay KLM Douglas DC-2 KLM Royal Dutch Airlines Uiver quá cảnh tại sân bay Rambang trên bờ biển phía đông của đảo Lombok sau khi máy bay được xếp thứ hai trong Cuộc đua máy bay MacRobertson từ RAF Mildenhall, Anh, đến Melbourne năm 1934.
Năm 1930, KLM chở 15.143 hành khách. Các máy bay Douglas DC-2 đã được giới thiệu trên các dịch vụ Batavia vào năm 1934. Các chuyến bay xuyên Đại Tây Dương KLM thử nghiệm đầu tiên là giữa Amsterdam và Curaçao trong tháng 12 năm 1934 bằng cách sử dụng Fokker F.XVIII "Snip".  Chiếc máy bay Douglas DC-3 đầu tiên của hãng hàng không được giao vào năm 1936; những chiếc này đã thay thế những chiếc DC-2 trên tuyến qua Batavia đến Sydney. KLM là hãng hàng không đầu tiên phục vụ sân bay Ringway mới của Manchester, bắt đầu từ tháng 6 năm 1938. KLM là hãng hàng không dân sự duy nhất nhận được Douglas DC-5; hãng hàng không đã sử dụng hai trong số họ ở Tây Ấn và bán hai cho chính phủ Đông Ấn, và do đó là hãng hàng không duy nhất vận hành tất cả các mẫu Douglas 'DC' ngoài DC-1.

### Chiến tranh thế giới thứ hai
Khi Đức xâm chiếm Hà Lan vào ngày 10 tháng 5 năm 1940, một số máy bay KLM chủ yếu là DC-3 và một vài chiếc DC-2 đang trên đường đến hoặc đi từ Viễn Đông, hoặc đang hoạt động ở châu Âu. Năm DC-3 và một DC-2 đã được đưa tới Anh. Trong chiến tranh, những chiếc máy bay và thuyền viên đã bay chuyến bay hành khách theo lịch trình giữa Bristol và Lisbon dưới BOAC đăng ký.
Doanh thu hành khách-Kilômét, chỉ các chuyến bay theo lịch trình, tính bằng triệu
| Năm  | Giao thông |
| ---- | ---------- |
| 1947 | 454        |
| 1950 | 766        |
| 1955 | 1.485      |
| 1960 | 2.660      |
| 1965 | 3,342      |
| 1971 | 6.330      |
| 1975 | 10.077     |
| 1980 | 14.058     |
| 1985 | 18.039     |
| 1995 | 44,458     |

Chiếc "DC" Douglas DC-3 PH-ALI, sau đó được đăng ký là G-AGBB, đã bị Luftwaffe tấn công vào ngày 15 tháng 11 năm 1942, ngày 19 tháng 4 năm 1943 và cuối cùng vào ngày 1 tháng 6 năm 1943 với tư cách là chuyến bay 777 của BOAC, giết chết tất cả hành khách và phi hành đoàn. Một số máy bay KLM và phi hành đoàn của họ đã kết thúc ở khu vực Đông Ấn Úc - Hà Lan, nơi họ giúp vận chuyển người tị nạn khỏi sự xâm lược của Nhật Bản trong khu vực đó.[ cần dẫn nguồn ]
Mặc dù hoạt động dừng lại ở châu Âu, KLM tiếp tục bay và mở rộng trong vùng biển Caribbean.

### Sau Thế chiến II

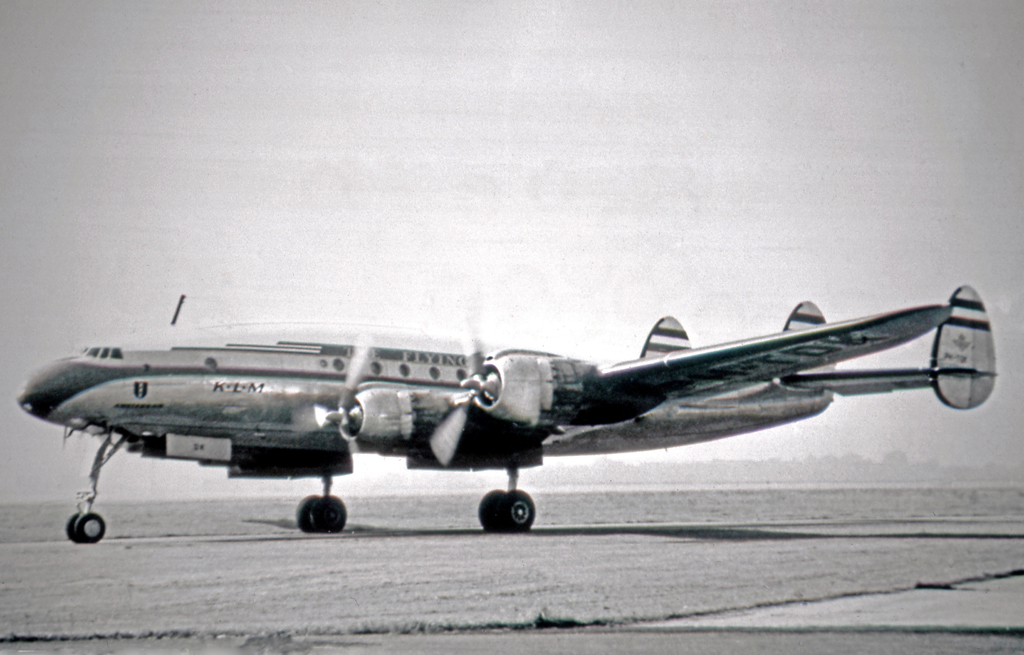
Lockheed L-749A của KLM năm 1953

Sau khi kết thúc Chiến tranh thế giới thứ hai vào tháng 8 năm 1945, KLM ngay lập tức bắt đầu xây dựng lại mạng lưới của mình. Vì Đông Ấn Hà Lan đang trong tình trạng nổi dậy, ưu tiên của Plesman là thiết lập lại tuyến đường của KLM đến Batavia. Dịch vụ này đã được phục hồi vào cuối năm 1945.  Các chuyến bay nội địa và châu Âu được nối lại vào tháng 9 năm 1945, ban đầu với một đội bay Douglas DC-3 và Douglas DC-4.  Vào ngày 21 tháng 5 năm 1946, KLM là hãng hàng không châu Âu đầu tiên bắt đầu các chuyến bay xuyên Đại Tây Dương theo lịch trình giữa Amsterdam và Thành phố New York bằng máy bay Douglas DC-4.  Đến năm 1948, KLM đã xây dựng lại mạng lưới và dịch vụ của mình đến Châu Phi, Bắc và Nam Mỹ và Caribbean nối lại Lockheed L-749A Chòm sao KLM năm 1953 Các chòm sao Lockheed tầm xa, có áp lực và Douglas DC-6s  đã gia nhập đội tàu của KLM vào cuối những năm 1940; các Convair 240 tầm ngắn áp lực máy bay hai động cơ bắt đầu các chuyến bay châu Âu cho công ty vào cuối năm 1948.
Trong giai đoạn hậu chiến ngay lập tức, chính phủ Hà Lan bày tỏ sự quan tâm đến việc giành được phần lớn cổ phần của KLM, do đó quốc hữu hóa nó. Plesman muốn KLM vẫn là một công ty tư nhân dưới sự kiểm soát của tư nhân; ông cho phép chính phủ Hà Lan mua cổ phần thiểu số trong hãng hàng không. Năm 1950, KLM chở được 356.069 hành khách. Việc mở rộng mạng lưới tiếp tục trong những năm 1950 với việc bổ sung một số điểm đến ở phía tây Bắc Mỹ.  Đội bay của KLM được mở rộng với việc bổ sung các phiên bản mới của Lockheed Constname và Lockheed Electra, trong đó KLM là hãng hàng không Châu Âu đầu tiên bay. Vào ngày 31 tháng 12 năm 1953, người sáng lập và chủ tịch của KLM, Albert Plesman, qua đời ở tuổi 64.  Ông được Fons Aler kế nhiệm làm chủ tịch. Sau cái chết của Plesman, công ty và các hãng hàng không khác bước vào thời kỳ kinh tế khó khăn. Việc chuyển đổi sang máy bay phản lực đặt thêm gánh nặng tài chính cho KLM. Chính phủ Hà Lan đã tăng quyền sở hữu công ty lên hai phần ba, do đó quốc hữu hóa nó. Hội đồng quản trị vẫn nằm dưới sự kiểm soát của các cổ đông tư nhân. 

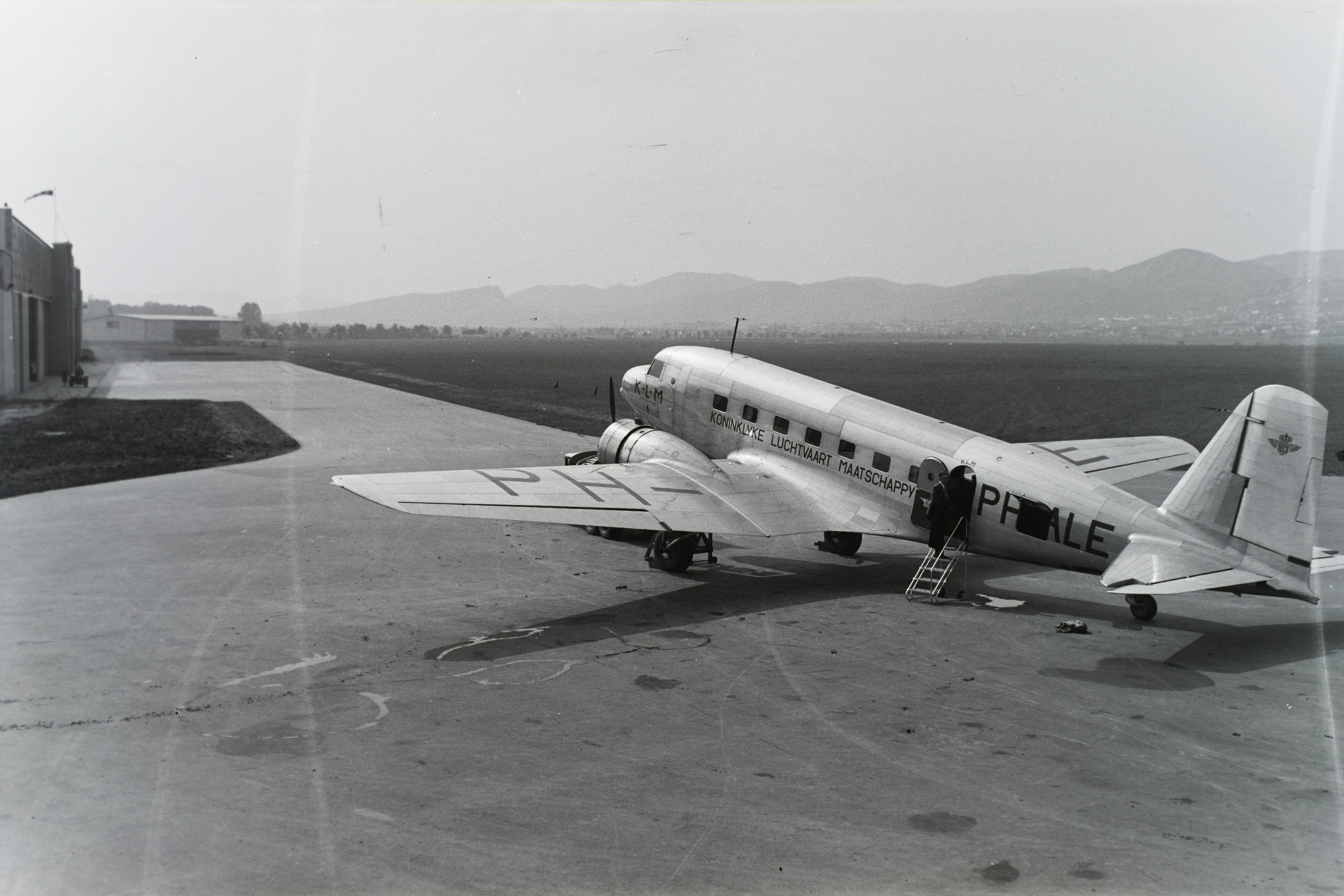
KLM Douglas DC-3 tại sân bay Manchester năm 1947

Vào ngày 25 tháng 7 năm 1957, hãng hàng không đã giới thiệu chuyến bay giả lập cho Douglas DC-7 C - chiếc máy bay KLM cuối cùng có động cơ pít-tông - mở đường bay xuyên cực từ Amsterdam qua Neo đến Tokyo vào ngày 1 tháng 11 năm 1958.  Mỗi phi hành đoàn bay tuyến xuyên cực qua Bắc Cực được trang bị bộ dụng cụ sinh tồn mùa đông, bao gồm súng carbine AR-10 chọn lọc 7.62 mm để sử dụng chống lại gấu Bắc Cực, trong trường hợp máy bay bị buộc rơi xuống Bắc Cực.

### Máy bay động cơ phản lực
Động cơ bốn động cơ Vickers Viscount 800 được giới thiệu trên các tuyến châu Âu vào năm 1957.  Bắt đầu từ tháng 9 năm 1959, KLM đã giới thiệu động cơ bốn động cơ Lockheed L-188 Electra trên một số tuyến châu Âu và Trung Đông. Vào tháng 3 năm 1960, hãng đã giới thiệu máy bay phản lực Douglas DC-8 đầu tiên vào đội bay của mình.  Năm 1961, KLM báo cáo năm đầu tiên thua lỗ.  Năm 1961, chủ tịch của hãng hàng không Fons Aler đã được Ernst van der Beugel kế nhiệm. Tuy nhiên, sự thay đổi lãnh đạo này đã không dẫn đến sự đảo ngược các khó khăn tài chính của KLM.  Van der Beugel từ chức tổng thống năm 1963 vì lý do sức khỏe. Horatius Albarda được bổ nhiệm để thành công Ernst van der Beugel làm chủ tịch của KLM vào năm 1963. Alberda khởi xướng việc tái tổ chức công ty, dẫn đến việc cắt giảm nhân sự và dịch vụ hàng không.  Năm 1965, Alberda chết trong một vụ tai nạn hàng không và được thành công bởi chủ tịch của Tiến sĩ Gerrit van der Wal.  Van der Wal đã ký một thỏa thuận với chính phủ Hà Lan rằng KLM sẽ một lần nữa được điều hành như một công ty tư nhân. Đến năm 1966, cổ phần của chính phủ Hà Lan tại KLM đã giảm xuống còn 49,5%. Năm 1966, KLM đã giới thiệu Douglas DC-9 trên các tuyến châu Âu và Trung Đông.

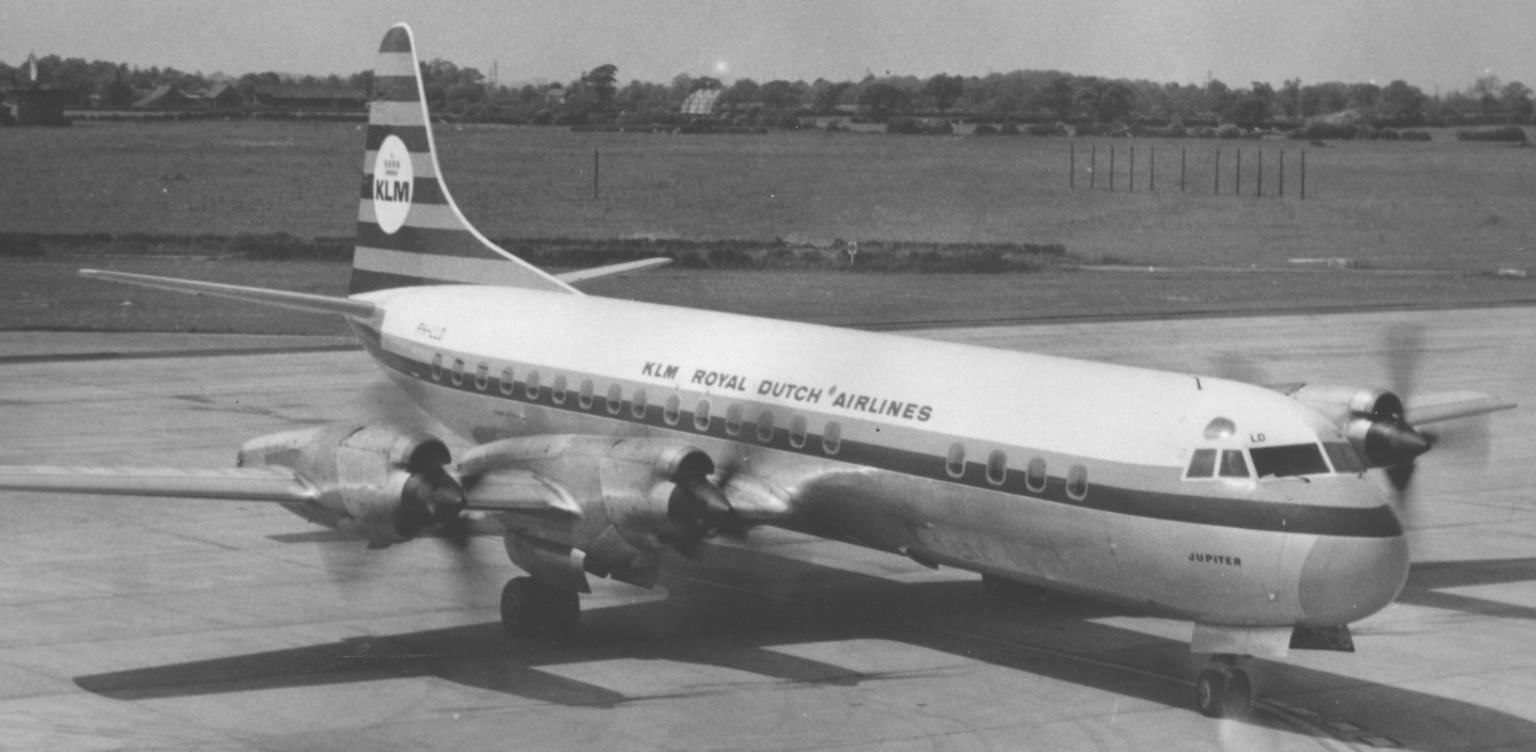
Lockheed 188 Electra PH-LLD của KLM năm 1965

Các tòa nhà ga mới tại Amsterdam Airport Schiphol mở vào tháng Tư năm 1967, và vào năm 1968 trải dài Douglas DC-8-63 ("Super DC-8") dịch vụ nhập vào. Với 244 chỗ ngồi, đây là máy bay chở khách lớn nhất vào thời điểm đó. KLM là hãng hàng không đầu tiên đưa-tổng trọng lượng cao hơn Boeing 747-200 B, chạy bằng động cơ Pratt & Whitney JT9D, vào hoạt động trong tháng 2 năm 1971;  này đã bắt đầu sử dụng của hãng hàng không của thân rộng bay phản lực.  Vào tháng Ba năm 1971, KLM mở trụ sở hiện tại của nó trong Amstelveen.  Năm 1972, nó được mua đầu tiên trong số McDonnell Douglas DC-10Máy bay phản ứng của McD McDellell Douglas đối với máy bay Boeing 747 của Boeing.
Năm 1973, Sergio Orlandini được bổ nhiệm để thành công van der Wal Gerrit là chủ tịch của KLM.  Đồng thời, KLM, cũng như các hãng hàng không khác, đã phải đối phó với dư thừa công suất. Orlandini đề xuất để chuyển đổi 747 KLM để "combis" có thể thực hiện sự kết hợp giữa hành khách và hàng hóa trong một cấu hình hỗn hợp trên boong chính của máy bay.  Trong tháng mười một năm 1975, lần đầu tiên trong bảy Boeing 747-200 B máy bay Combi được bổ sung vào hạm đội KLM.  Hãng trước kia hoạt động DC-8 hành khách và vận chuyển máy bay combi như tốt và hiện đang vận hành máy bay Boeing 747-400 máy bay combi.

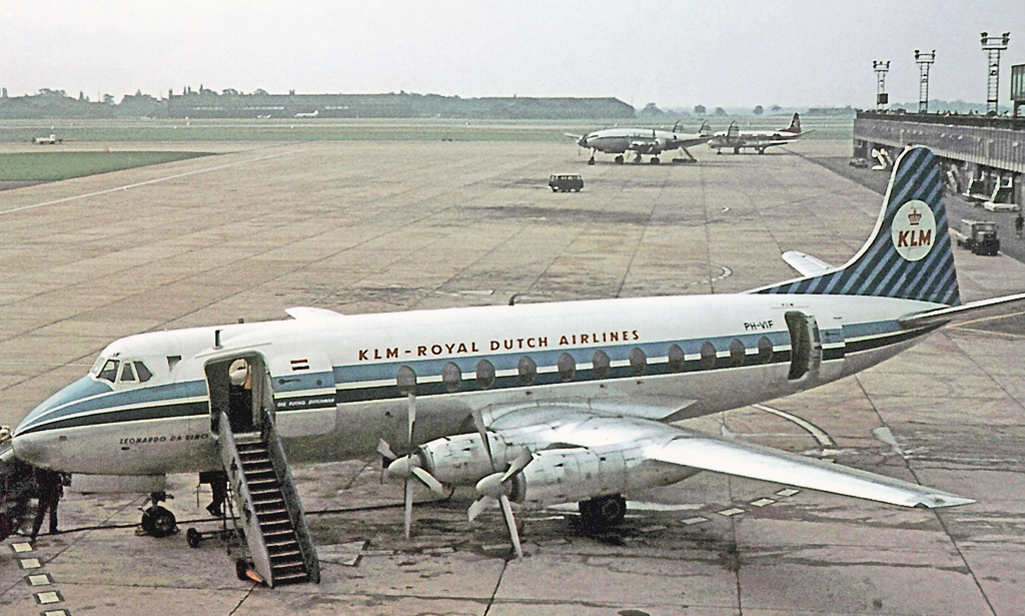
Vickers Viscount 803 PH-VIF của KLM

Cuộc khủng hoảng dầu mỏ năm 1973 gây ra điều kiện kinh tế khó khăn, khiến KLM phải tìm kiếm sự hỗ trợ của chính phủ trong việc thu xếp tái cấp vốn nợ. Hãng hàng không phát hành thêm cổ phiếu chứng khoán cho chính phủ để đổi lấy tiền của mình. Vào cuối những năm 1970, cổ phần của chính phủ một lần nữa đã tăng lên đa số là 78%, tái quốc hữu hóa nó. Ban quản lý công ty vẫn chịu sự kiểm soát của các bên liên quan tư nhân.

### Những năm 1980 và 1990
Năm 1980, KLM chở 9.715.069 hành khách. Năm 1983, hãng đã đạt được thỏa thuận với Boeing để chuyển đổi mười máy bay Boeing 747-200 (Ba 747-200B và Bảy 747-200M) thành Boeing 747-300 với sửa đổi kéo dài trên boong. Công việc bắt đầu vào năm 1984 tại nhà máy Boeing ở Everett, Washington và hoàn thành vào năm 1986. Máy bay được chuyển đổi được gọi là Boeing 747-200SUD hoặc 747-300, mà hãng hàng không hoạt động cùng với ba chiếc Boeing 747-300 mới được sản xuất từ mặt đất lên Năm 1983, KLM đã nhận được chiếc máy bay chở khách đầu tiên trong số mười máy bay chở khách Airbus A310.  Sergio Dessertini nghỉ hưu năm 1987 và được Jan de Soet làm chủ tịch của KLM. Năm 1986, cổ phần của chính phủ Hà Lan tại KLM đã giảm xuống còn 54,8%.  Dự kiến rằng chia sẻ này sẽ tiếp tục giảm trong thập kỷ này.  Máy bay Boeing 747-400 được đưa vào đội bay của KLM vào tháng 6 năm 1989. 

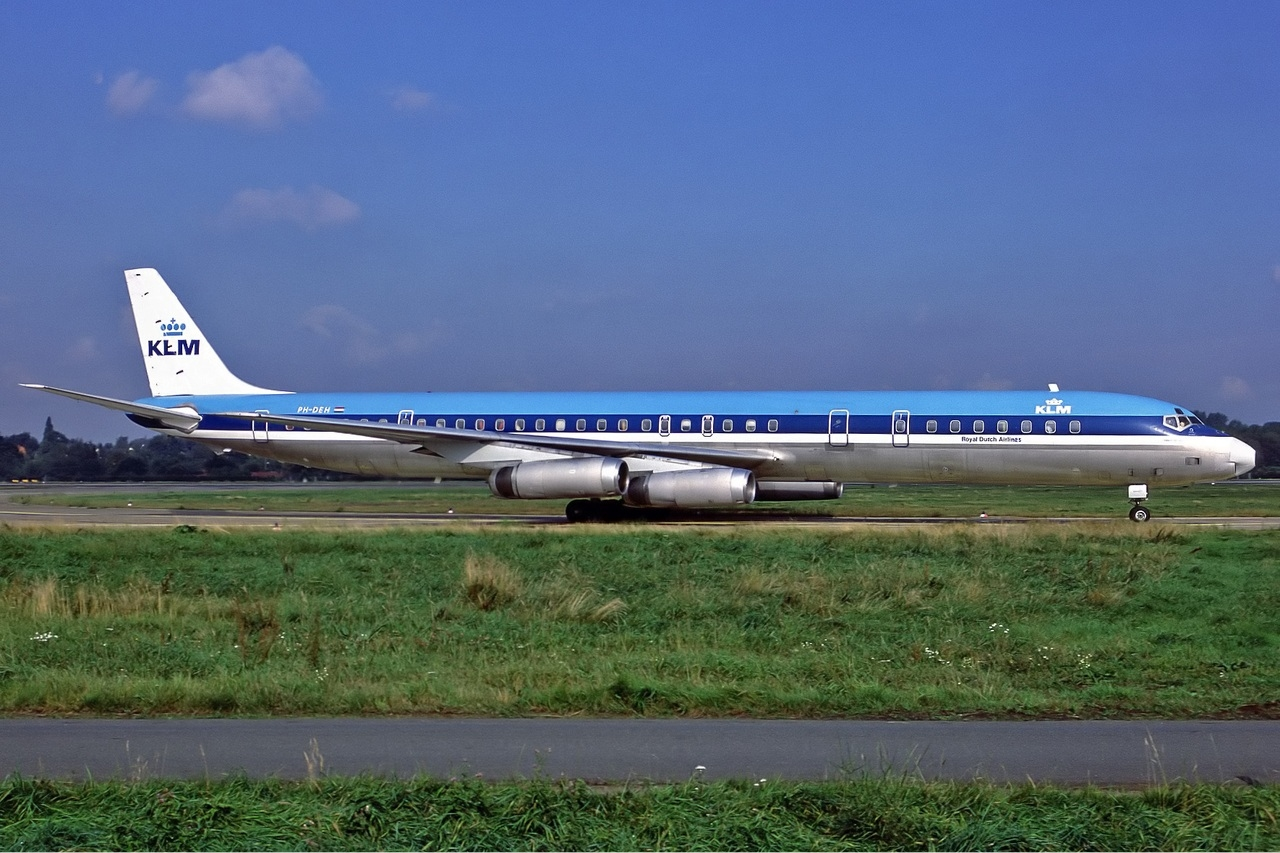
KLM Douglas DC-8-63. DC-8 là trụ cột của đội máy bay phản lực hẹp KLM.

Với việc tự do hóa thị trường châu Âu, KLM bắt đầu phát triển trung tâm của mình tại Sân bay Amsterdam Schiphol bằng cách cung cấp cho mạng lưới của mình với lưu lượng truy cập từ các hãng hàng không liên kết.  Là một phần trong sự phát triển của một mạng lưới trên toàn thế giới, KLM đã mua 20% cổ phần của hãng hàng không Tây Bắc vào tháng 7 năm 1989.  Năm 1990, KLM đã vận chuyển 16.000.000 hành khách. Chủ tịch của KLM Jan de Soet đã nghỉ hưu vào cuối năm 1990 và được thành công vào năm 1991 bởi Pieter Bouw.  Vào tháng 12 năm 1991, KLM là hãng hàng không châu Âu đầu tiên giới thiệu chương trình khách hàng thân thiết thường xuyên, được gọi là Flying Dutchman.

### Liên doanh
Vào tháng 1 năm 1993, Bộ Giao thông Vận tải Hoa Kỳ đã cấp quyền miễn trừ chống tin cậy cho KLM và Northwest Airlines, cho phép họ tăng cường quan hệ đối tác.  Kể từ tháng 9 năm 1993, các hãng hàng không khai thác các chuyến bay giữa Hoa Kỳ và Châu Âu như một phần của liên doanh. Vào tháng 3 năm 1994, KLM và Northwest Airlines đã giới thiệu Hạng thương gia thế giới trên các tuyến xuyên lục địa. Cổ phần của KLM tại Tây Bắc Airlines đã tăng lên 25% vào năm 1994. 

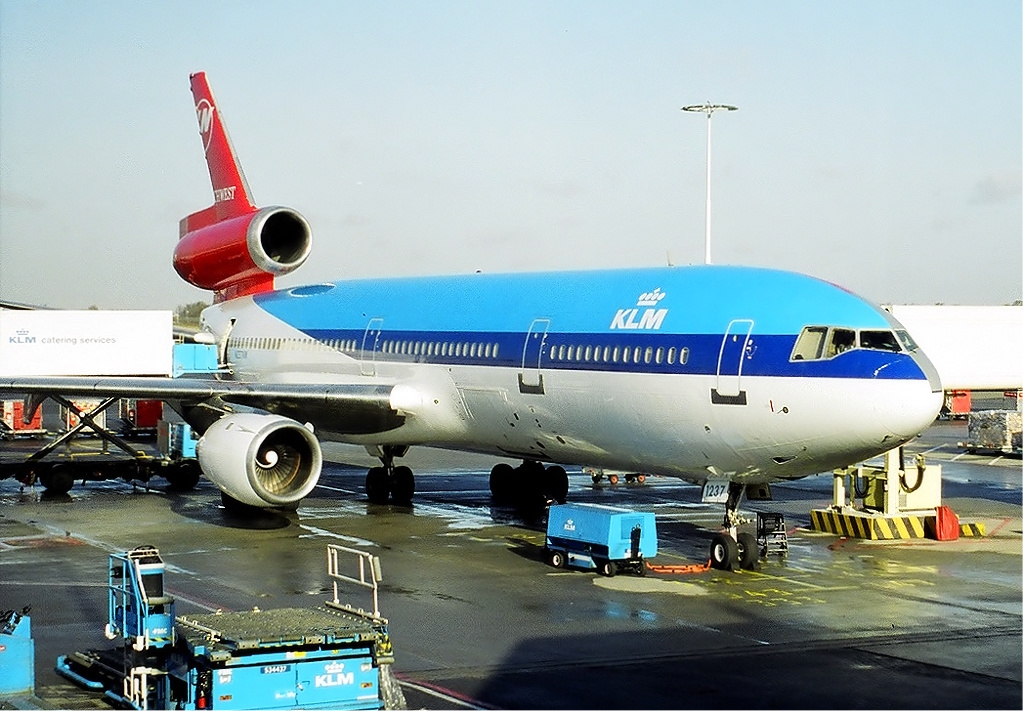
Một chiếc McDonnell Douglas DC-10 được vận hành bởi Northwest Airlines (số đuôi N237NW) trong một chiếc xe hybrid Tây Bắc-KLM (1999). Ảnh này cho thấy mạn phải (phía trên) và phía cổng của máy bay (bên dưới).

KLM đã giới thiệu Boeing 767-300ER vào tháng 7 năm 1995.  Vào tháng 1 năm 1996, KLM đã mua 26% cổ phần của Kenya Airways, hãng hàng không mang cờ  của Kenya.  Năm 1997, Pieter Bouw từ chức chủ tịch của KLM và được Leo van Wijk kế nhiệm.  Vào tháng 8 năm 1998, KLM đã mua lại tất cả các cổ phần thường xuyên từ chính phủ Hà Lan để biến KLM thành một công ty tư nhân.  Vào ngày 1 tháng 11 năm 1999, KLM thành lập AirCares, một nền tảng truyền thông và gây quỹ hỗ trợ các nguyên nhân xứng đáng và tập trung vào những trẻ em kém may mắn.
KLM đã đổi mới các đội tàu liên lục địa của mình bằng cách thay thế các máy bay Boeing 767, Boeing 747-300 và cuối cùng là máy bay McDonnell Douglas MD-11 bằng máy bay Boeing 777-200ER và Airbus A330-200. Một số 747 đã được rút khỏi dịch vụ đầu tiên. Những chiếc MD-11 vẫn hoạt động cho đến tháng 10 năm 2014.  Chiếc Boeing 777đầu tiên được nhận vào ngày 25 tháng 10 năm 2003, trong khi chiếc Airbus A330-200 đầu tiên được giới thiệu vào ngày 25 tháng 8 năm 2005.

### Sáp nhập Air France của KLM
Vào ngày 30 tháng 9 năm 2003, Air France và KLM đã đồng ý kế hoạch sáp nhập, trong đó Air France và KLM sẽ trở thành công ty con của một công ty cổ phần có tên Air France bồi KLM. Cả hai hãng hàng không sẽ giữ lại thương hiệu riêng của họ; cả Sân bay Charles de Gaulle và Sân bay Amsterdam Schiphol sẽ trở thành trung tâm chính.  Vào tháng 2 năm 2004, Ủy ban Châu Âu và Bộ Tư pháp Hoa Kỳ đã phê chuẩn đề xuất sáp nhập các hãng hàng không.  Vào tháng 4 năm 2004, một đề nghị trao đổi trong đó các cổ đông của KLM đã trao đổi cổ phiếu KLM của họ cho cổ phiếu của Air France đã diễn ra. Kể từ ngày 5 tháng 5 năm 2004, Air FranceTHER KLM đã được niêm yết trên các sàn giao dịch Euronext ở Paris, Amsterdam và New York.  Vào tháng 9 năm 2004, việc sáp nhập đã được hoàn thành bằng cách thành lập công ty cổ phần Air France của KLM.  Việc sáp nhập đã dẫn đến tập đoàn hàng không lớn nhất thế giới và lẽ ra đã giúp tiết kiệm chi phí ước tính hàng năm từ 400 triệu đến 500 triệu euro.
Có vẻ như liên doanh lâu đời của KLM với hãng hàng không Northwest Airlines đã sáp nhập với Delta Air Lines trong năm 2008 đã bị ảnh hưởng bởi việc sáp nhập với Air France. KLM và Northwest Airlines đã gia nhập liên minh SkyTeam vào tháng 9 năm 2004. Cũng trong năm 2004, ban lãnh đạo cấp cao đã bị sa thải vì cung cấp cho mình những phần thưởng gây tranh cãi sau khi sáp nhập với Air France, trong khi 4.500 nhân viên bị mất việc làm tại KLM. Sau áp lực bên ngoài, ban lãnh đạo đã từ bỏ những khoản thưởng này.
Vào tháng 3 năm 2007, KLM bắt đầu sử dụng hệ thống đặt chỗ của Amadeus, cùng với đối tác Kenya Airways. Sau 10 năm làm chủ tịch của hãng hàng không, Leo van Wijk đã từ chức và được Peter Hartman kế nhiệm.

### Năm 2010
Bắt đầu từ tháng 9 năm 2010, KLM đã tích hợp bộ phận hành khách của Martinair vào KLM, chuyển tất cả nhân sự và tuyến đường. Đến tháng 11 năm 2011, Martinair chỉ bao gồm bộ phận vận chuyển hàng hóa và bảo trì.  Vào tháng 3 năm 2011, KLM và InselAir đã đạt được thỏa thuận hợp tác lẫn nhau về các điểm đến InselAir, do đó mở rộng các dịch vụ chở khách. Bắt đầu từ ngày 27 tháng 3 năm 2011, hành khách của KLM có thể bay đến tất cả các điểm đến của InselAir thông qua các trung tâm của InselAir ở Curaçao và Sint Maarten.  Sự hợp tác này đã được mở rộng thành một thỏa thuận liên danh vào năm 2012. Đầu năm 2018, việc hợp tác với Inselair đã bị chấm dứt, bao gồm mọi thỏa thuận xen kẽ, sau khi Inselair gặp khó khăn về tài chính buộc hãng phải bán hết một phần của đội bay và hủy một số tuyến.
Vào ngày 20 tháng 2 năm 2013, KLM tuyên bố rằng Peter Hartman sẽ từ chức chủ tịch và CEO của KLM vào ngày 1 tháng 7 năm 2013. Ông đã được Camiel Eurlings tiếp tục thành công. Hartman vẫn được công ty tuyển dụng cho đến khi ông nghỉ hưu vào ngày 1 tháng 1 năm 2014.  Vào ngày 15 tháng 10 năm 2014, KLM thông báo rằng Eurlings, tham khảo ý kiến với ban giám sát, đã quyết định từ chức ngay lập tức với tư cách là chủ tịch và CEO. Kể từ ngày này, ông đã được thành công bởi Pieter Elbers. KLM đã nhận được giải thưởng "Dịch vụ nhân viên hàng không tốt nhất" ở châu Âu tại World Airline Awards 2013. Giải thưởng này thể hiện sự đánh giá về hiệu suất của một hãng hàng không đối với cả nhân viên sân bay và nhân viên cabin. Đây là năm thứ hai liên tiếp, KLM giành được giải thưởng này; vào năm 2012, nó đã được trao tặng với danh hiệu này.  Vào ngày 19 tháng 6 năm 2012, KLM đã thực hiện chuyến bay xuyên Đại Tây Dương đầu tiên được cung cấp nhiên liệu một phần bằng nhiên liệu sinh học bền vững đến Rio de Janeiro. Đây là khoảng cách xa nhất mà bất kỳ máy bay nào đã bay trên nhiên liệu sinh học.
Năm 2019, KLM kỷ niệm một trăm năm thành lập, vì nó được thành lập vào năm 1919. Vì đây là hãng hàng không lâu đời nhất vẫn hoạt động dưới tên ban đầu, đây là hãng hàng không đầu tiên đạt được kỳ tích này.

## Công việc và bản sắc

### Xu hướng kinh doanh

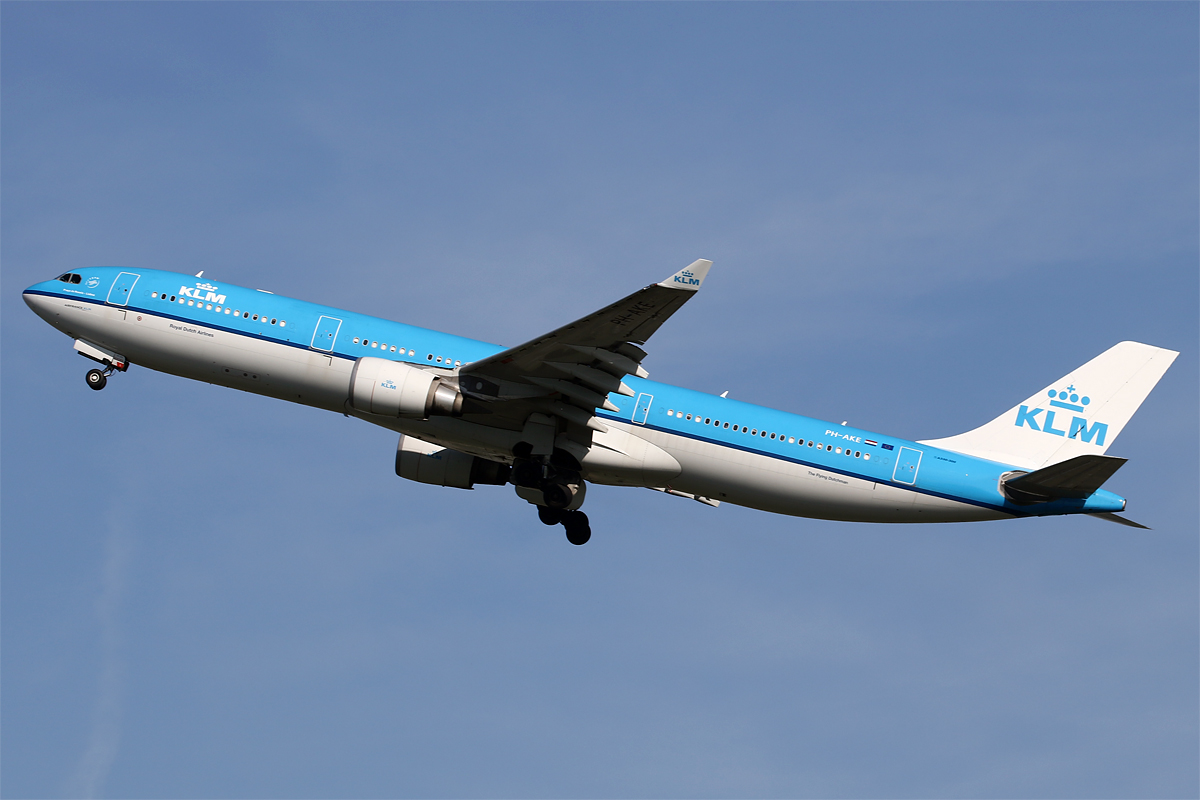
Airbus A330-300

Kết quả kinh doanh và hoạt động chính của KLM được hiển thị bên dưới (vào cuối năm 31 tháng 12):
|                                                | 2011   | 2012   | 2013   | 2014   | 2015   | 2016   | 2017   | 2018   |
| ---------------------------------------------- | ------ | ------ | ------ | ------ | ------ | ------ | ------ | ------ |
| Doanh thu (€ m)                                | 8.904  | 9,473  | 9.688  | 9.643  | 9,95   | 9,800  | 10.340 | 10.955 |
| Lợi nhuận ròng (€ m)                           | 1      | -98    | 133    | 341    | 54     | 519    | -497   | 573    |
| Số lượng nhân viên                             | 37.169 | 35.787 | 35.662 | 35.685 | 35,488 | 34.363 | 34.872 | 35,410 |
| Số lượng hành khách (m)                        | 25.3   | 25.8   | 26,6   | 27,7   | 28,6   | 30,4   | 32,7   | 34,2   |
| Hệ số tải trọng hành khách (%)                 | 84.3   | 85,7   | 85,8   | 86,5   | 86,4   | 87,2   | 88,4   | 89,1   |
| Doanh thu hành khách km (m)                    | 84.2   | 86.3   | 89,0   | 91,5   | 93,2   | 97,7   | 103,5  | 107,7  |
| Số lượng máy bay (cuối năm) (bao gồm hàng hóa) | 204    | 203    | 206    | 202    | 199    | 203    | 204    | 214    |

### Quản lý

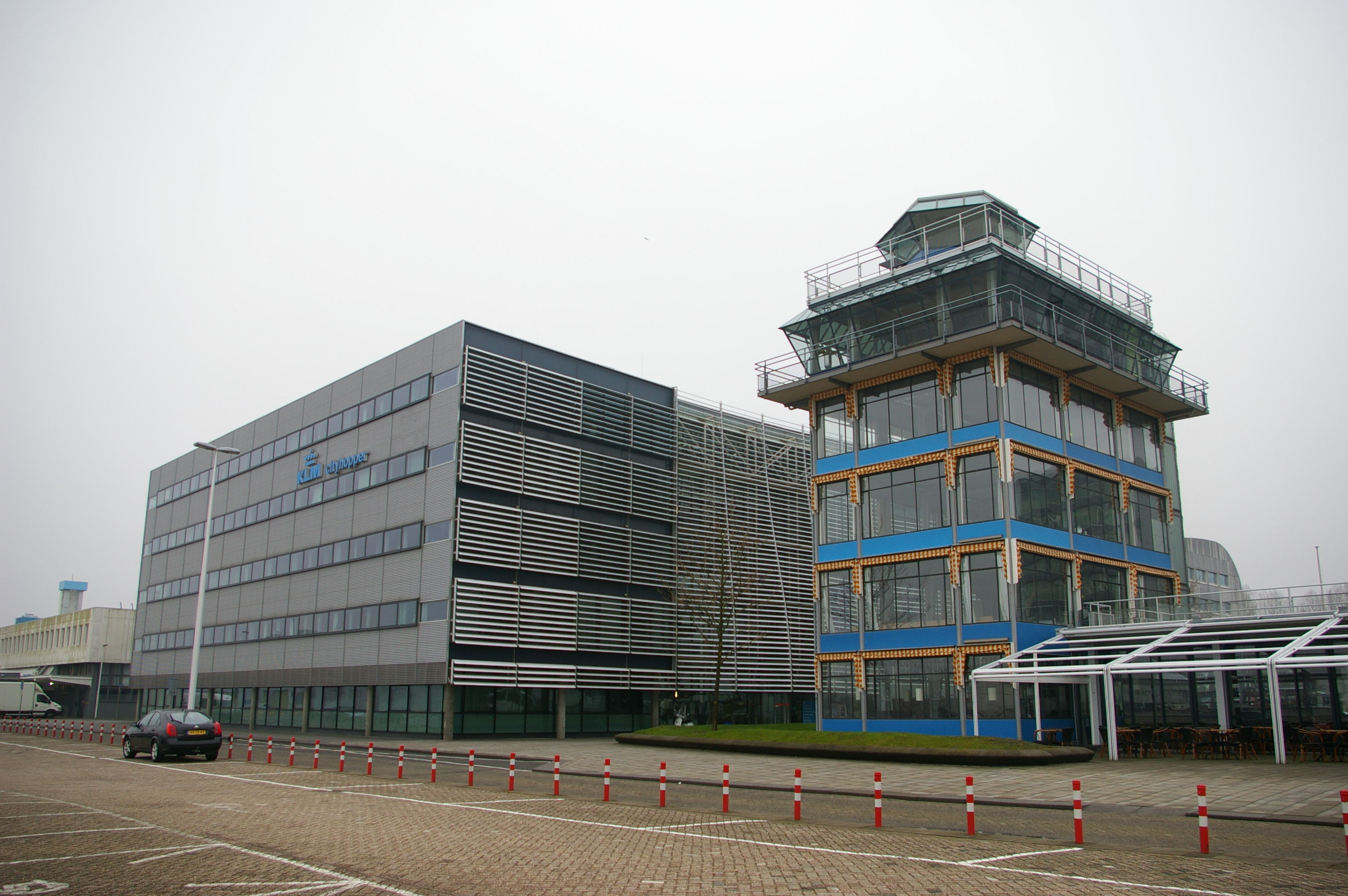
Trụ sở chính của KLM tại Amstelveen

Kể từ tháng 10 năm 2015, lãnh đạo công ty của KLM là chủ tịch và giám đốc điều hành (CEO), ông Pieter Elbers, người thay thế Camiel Eurlings bất ngờ vào ngày 15 tháng 10 năm 2014. Chủ tịch và Giám đốc điều hành là một thành viên của Ủy ban điều hành lớn hơn, quản lý KLM và bao gồm giám đốc điều hành theo luật định và phó chủ tịch điều hành của các đơn vị kinh doanh của KLM được đại diện trong Ban chấp hành.  Việc giám sát và quản lý KLM được cấu trúc theo mô hình hai lớp; Hội đồng quản trị được giám sát bởi một Ban kiểm soát riêng biệt và độc lập. Ban kiểm soát cũng giám sát hoạt động chung của KLM. Hội đồng quản trị được thành lập bởi bốn Giám đốc điều hành, bao gồm cả Giám đốc điều hành. Chín Giám đốc giám sát bao gồm Ban kiểm soát.

### Trụ sở chính
Trụ sở chính của KLM được đặt tại Amstelveen,  trên một khu đất rộng 6,5 ha (16 mẫu Anh) gần Sân bay Schiphol. Trụ sở hiện tại của hãng hàng không được xây dựng từ năm 1968 đến 1970. Trước khi khai trương trụ sở mới, trụ sở của hãng hàng không nằm trong khuôn viên của Sân bay Schiphol ở Haarlemmermeer

### Công ty con
Các công ty mà KLM có cổ phần bao gồm: 
| Công ty                                            | Kiểu                     | Hoạt động chính      | Kết hợp trong  | Cổ phần của tập đoàn       |
| -------------------------------------------------- | ------------------------ | -------------------- | -------------- | -------------------------- |
| Air Antwerp BV                                     | phụ                      | Hãng hàng không      | nước Bỉ        | 25%                        |
| CV của hãng hàng không Transavia                   | phụ                      | Hãng hàng không      | nước Hà Lan    | 100%                       |
| Transavia France (thông qua Transavia Airlines CV) | phụ                      | Hãng hàng không      | Pháp           | 4%                         |
| KLM Cityhopper BV                                  | phụ                      | Hãng hàng không      | nước Hà Lan    | 100%                       |
| Công ty TNHH Thành phố KLM                         | phụ                      | Hãng hàng không      | Vương quốc Anh | 100%                       |
| KLM Á                                              | phụ                      | Hãng hàng không      | Đài Loan       | 100%                       |
| Martinair Hà Lan                                   | phụ                      | Hãng hàng không      | nước Hà Lan    | 100%                       |
| EPCOR BV                                           | phụ                      | Bảo trì              | nước Hà Lan    | 100%                       |
| KLM Catering Services Schiphol BV                  | phụ                      | Dịch vụ ăn uống      | nước Hà Lan    | 100%                       |
| Dịch vụ thiết bị KLM BV                            | phụ                      | Hỗ trợ thiết bị      | nước Hà Lan    | 100%                       |
| Dịch vụ tài chính KLM                              | phụ                      | Tài chính            | nước Hà Lan    | 100%                       |
| Học viện bay KLM BV                                | phụ                      | Học viện bay         | nước Hà Lan    | 100%                       |
| Dịch vụ y tế KLM                                   | phụ                      | Các dịch vụ sức khoẻ | nước Hà Lan    | 100%                       |
| Công ty TNHH Kỹ thuật Anh Quốc KLM                 | phụ                      | Kỹ thuật và bảo trì  | Vương quốc Anh | 100%                       |
| Khoa học                                           | phụ                      | Bán hàng và dịch vụ  | nước Hà Lan    | 100%                       |
| Công viên hậu cần Schiphol                         | Thực thể kiểm soát chung | Hậu cần              | nước Hà Lan    | 53% (quyền biểu quyết 45%) |

### Các công ty con cũ
Các công ty con, công ty liên kết và liên doanh của KLM trong quá khứ bao gồm:
| Công ty                             | Kiểu       | Năm thành lập | Năm từ chối | Ghi chú                                                  | Tài liệu tham khảo |
| ----------------------------------- | ---------- | ------------- | ----------- | -------------------------------------------------------- | ------------------ |
| Giải pháp mặt đất Cobalt            | phụ        | 1995          | 2017        | Xử lý mặt đất có trụ sở tại Vương quốc Anh (60% cổ phần) |                    |
| Air UK                              | Cộng sự    | 1987          | 1998        | Đổi tên thành KLM uk khi có được cổ phần đa số           |                    |
| Braathens                           | Liên doanh | 1998          | 2003        | -                                                        |                    |
| Buzz                                | phụ        | 2000          | 2003        | Bán cho Ryanair                                          |                    |
| De Kroonduif                        | phụ        | 1955          | 1963        | Được mua lại bởi Garuda Indonesia                        |                    |
| Alps KLM                            | phụ        | 1998          | 2001        | Thỏa thuận nhượng quyền với Air Engiadina và Air Alps    |                    |
| Xuất khẩu KLM                       | phụ        | 1991          | 2004        | -                                                        |                    |
| Máy bay trực thăng KLM              | phụ        | Năm 1965      | 1998        | Bán cho Schreiner Airways                                |                    |
| KLM Interinsulair Bedrijf (KLM-IIB) | phụ        | 1947          | 1949        | Quốc hữu hóa và đổi tên thành Garuda Indonesia           |                    |
| Anh                                 | phụ        | 1998          | 2002        | Sáp nhập với KLM Cityhopper                              |                    |
| Hà Lan                              | phụ        | 1988          | 1991        | Sáp nhập với NLM CityHopper và thành lập KLM Cityhopper  |                    |
| Thành phố NLM                       | phụ        | 1966          | 1991        | Sáp nhập với NetherLines và thành lập KLM Cityhopper     |                    |
| Liên minh tốc độ cao                | phụ        | 2007          | 2014        | Chia sẻ 5% (10%) trước khi trở thành NS International    | [ cần dẫn nguồn ]  |

KLM cũng hợp tác chặt chẽ với ALM Antillean Airlines ở Caribbean để cung cấp dịch vụ hàng không cho các đảo do Hà Lan kiểm soát trong khu vực với các máy bay KLM như Douglas DC-8 và McDonnell Douglas DC-9-30 được điều hành bởi các phi hành đoàn của chuyến bay KLM trên thay mặt ALM.

## Cơ cấu tổ chức

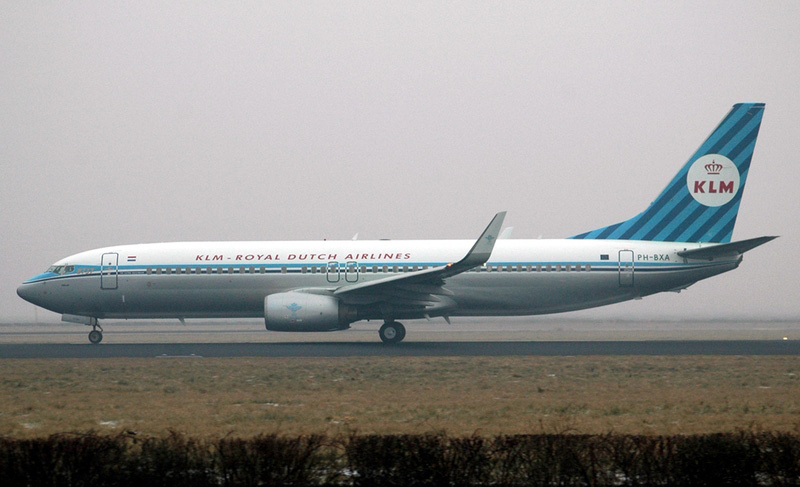
PH-BXA, một chiếc máy bay Boeing 737-800 được sơn màu sơn cổ điển.

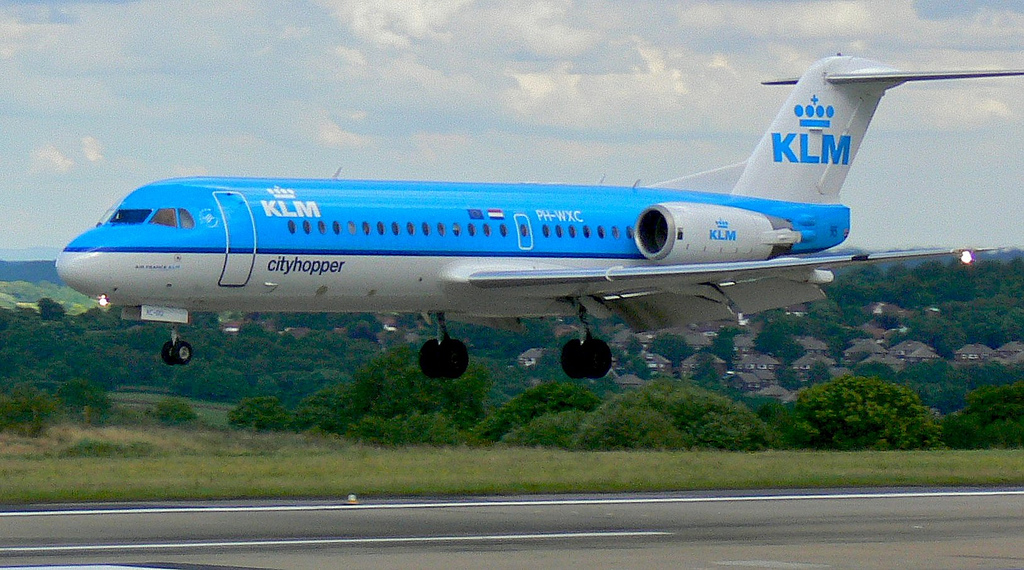
Một chiếc KLM Cityhopper Fokker 70 hạ cánh tại sân bay Leeds Bradford, Anh.

Cổ phiếu của KLM được niêm yết trên thị trường chứng khoán Amsterdam, Paris và New York. Các công ty con:
- KLM Cityhopper (trước đây: NLM CityHopper)
- KLM Cargo
- KLM flight academy
- KLM Engineering & Maintenance
- Kenya Airways (26%)
- Martinair
- transavia.com

Các công ty con trước đây:
- KLM Helicopters
- KLM UK là công ty con của KLM cho tới khi sáp nhập với KLM Cityhopper.
- Buzz, hẵng hàng không giá rẻ trực thuộc KLM UK
- KLM exel,.
- KLM Asia

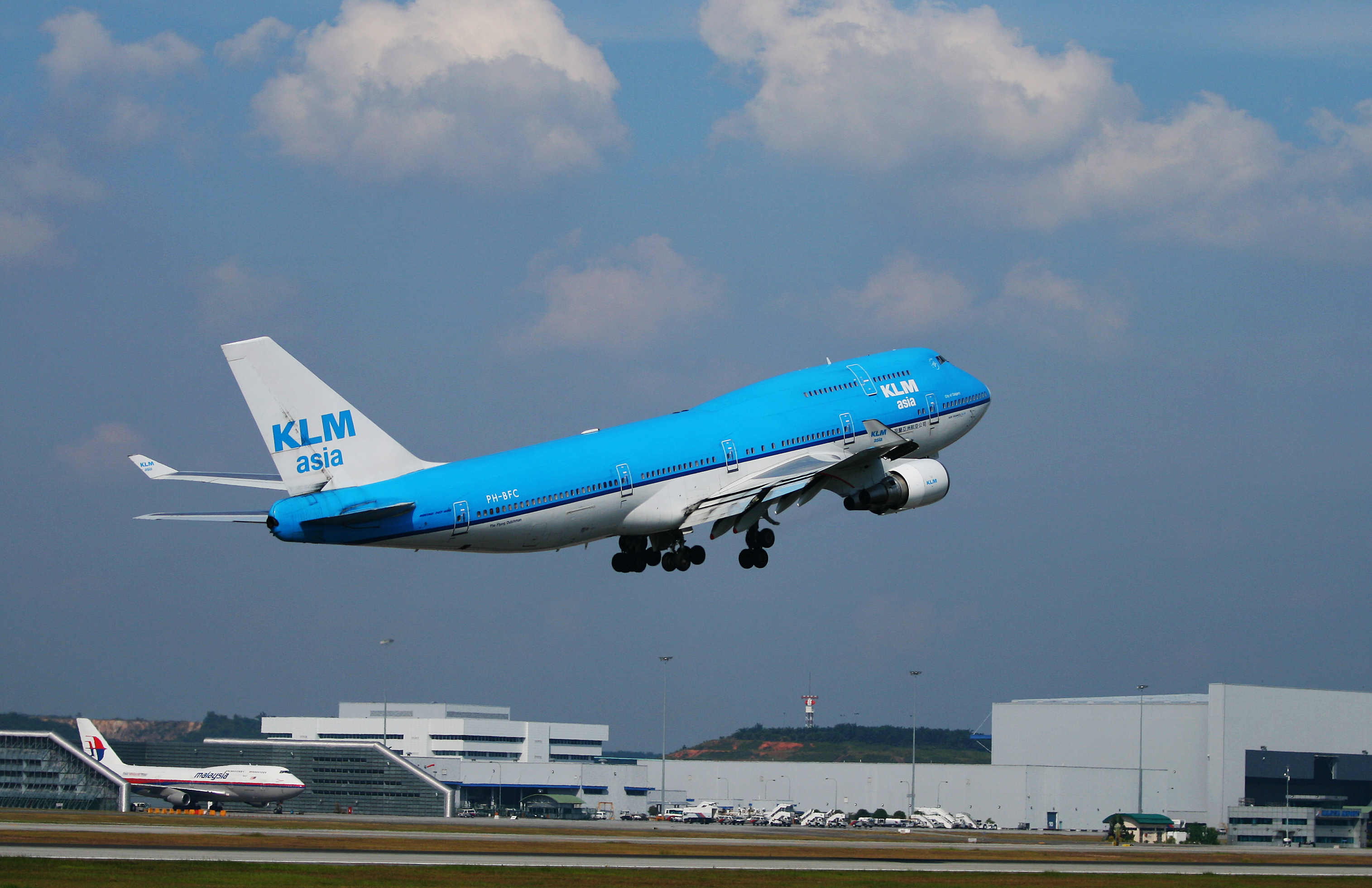
KLM Asia Boeing 747-400 Combi registration PH-BFC "City of Calgary"

KLM Asia (荷蘭亞洲航空公司 Hanyu Pinyin: Công ty hàng không Á Châu Hà Lan) là một công ty con trực thuộc KLM tại Đài Loan. Hãng được thành lập năm 1995 nhằm thực hiện các chuyến bay tới Đài Bắc và không có quyền vận chuyển thay cho KLM trên các chuyến bay tới Trung Hoa đại lục. KLM Asia không còn tồn tại nhưng một vài máy bay vẫn còn logo của KLM Asia. Các máy bay của KLM Asia không có biểu tượng quốc gia như cờ hoặc vương miện Hà Lan.

### Sáp nhập
Ngày 30-09-2003, Air France và KLM công bố rằng họ sẽ được biết đến trong tương lai dưới tên Air France - KLM. Điều này đã được thể hiện trên thị trường chứng khoán Amsterdam vào ngày 05-05-2004. Sự mua lại này của Air France đã đánh dấu cho sự kết thúc của hẵng hàng không độc lập lâu đời nhất trên thế giới.

### Các CEO

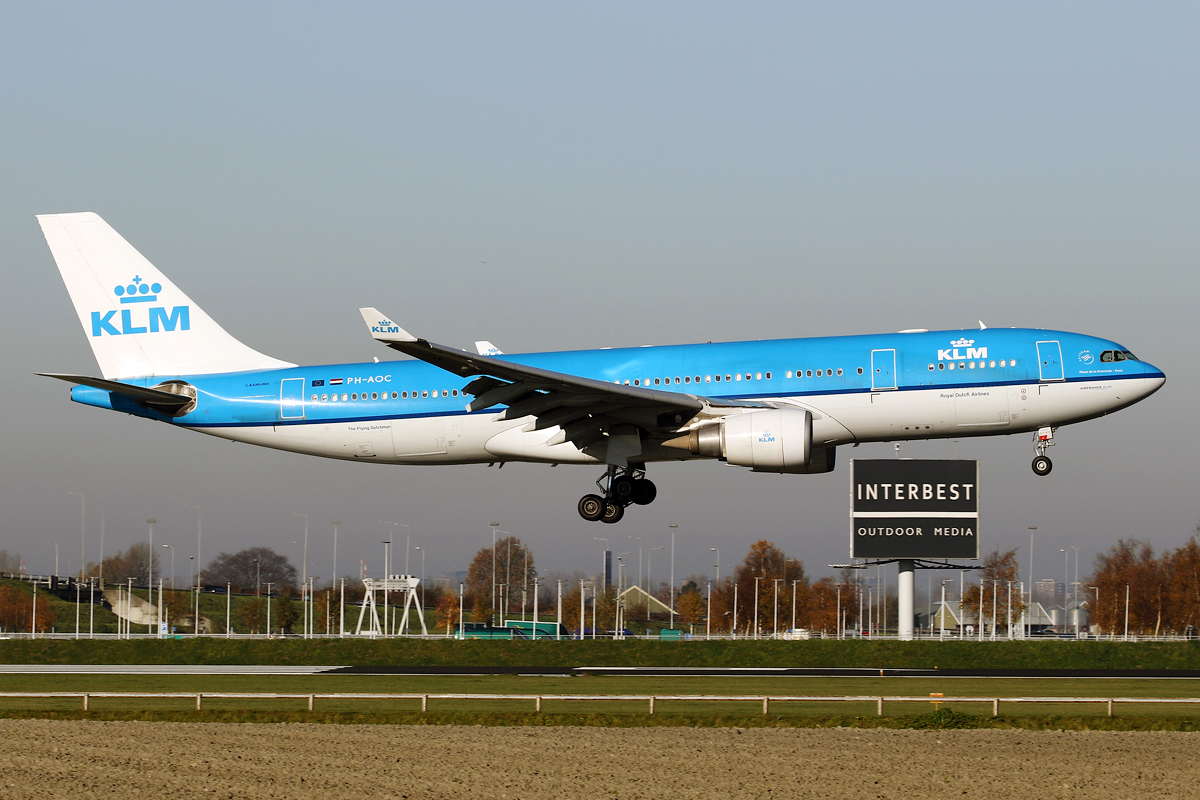
Airbus A330-200

- Albert Plesman (1919—1953)
- Fons Aler (1953—1961)
- Ernst van der Beugel (1961—1963)
- Horatius Albarda (1963—1965)
- Gerrit van der Wal (1965— 1973)
- Sergio Orlandini (1973—1987)
- Jan de Soet (1987—1991)
- Pieter Bouw (1991—1997)
- L. M. van Wijk (1997—2007)
- Peter Hartman (2007—nay)

## Điểm đến

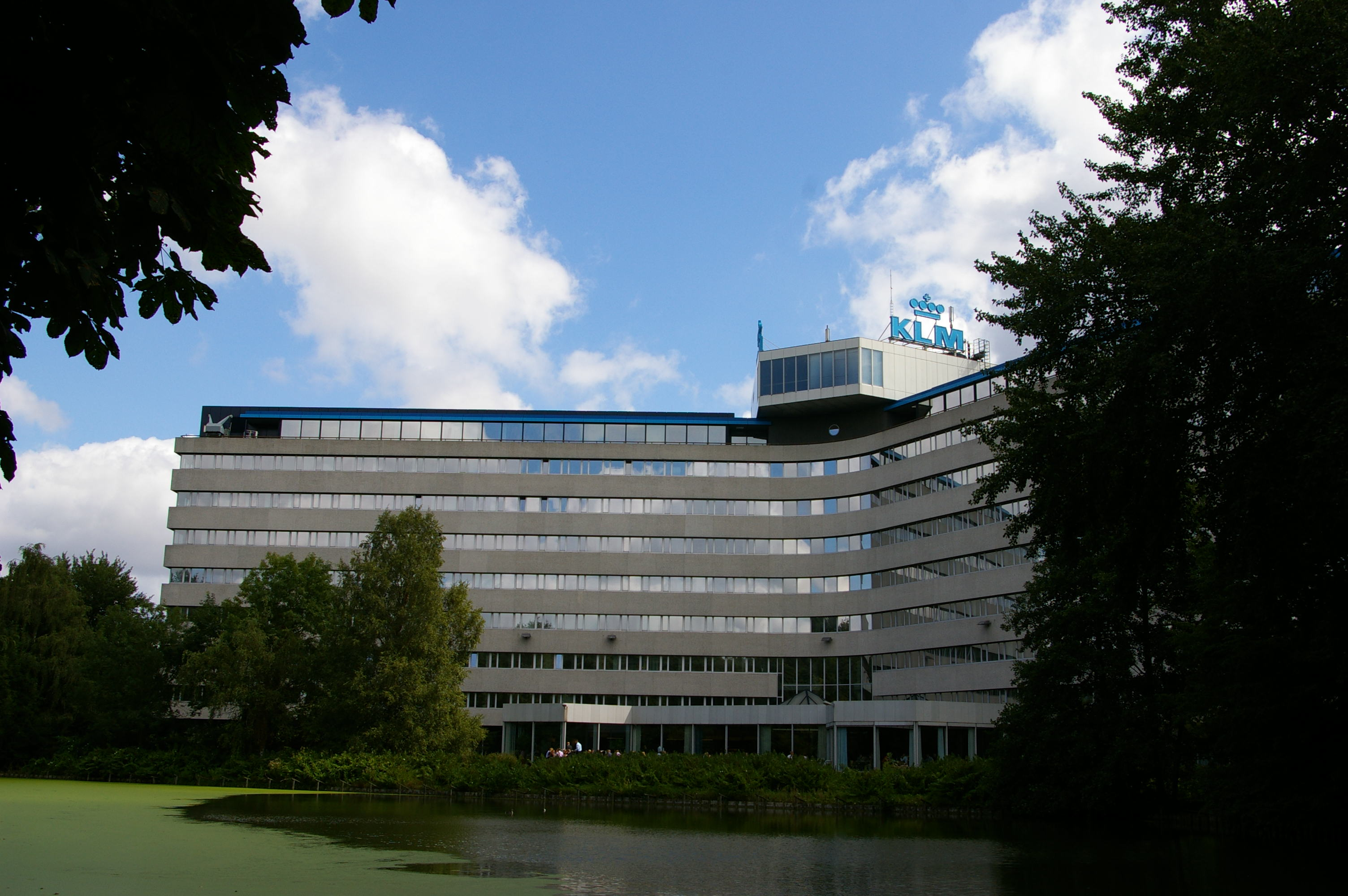
Trụ sở KLM, Amstelveen

KLM không có đối thủ cạnh tranh trên 61 đường bay trong tổng số các đường bay của hẵng. 14 đường bay (khoảng 10% trên tổng số) có hai đối thủ cạnh tranh gồm các đường bay từ Amsterdam tới Barcelona, Copenhagen. London Heathrow, Milan Malpenca, Oslo Gardermoen, Prague, Stockholm Arlanda, Vienna, Aruba, Bangkok, Curaçao, Đài Bắc, Toronto, Tripoli và Hồ Chí Minh.

## Đội bay

### Đội bay hiện tại

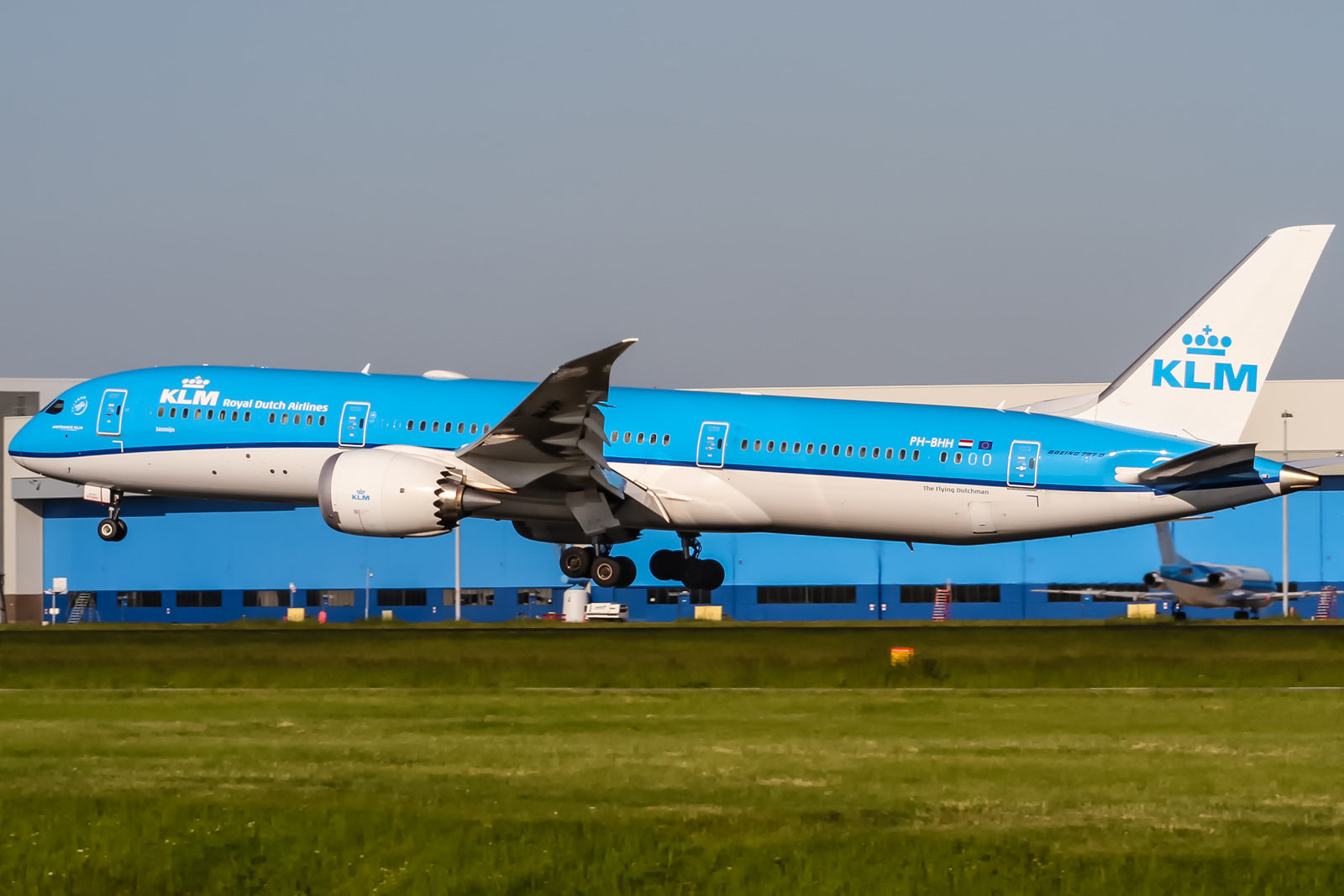
Boeing 787-9 hạ cánh tại Sân bay Amsterdam Schiphol

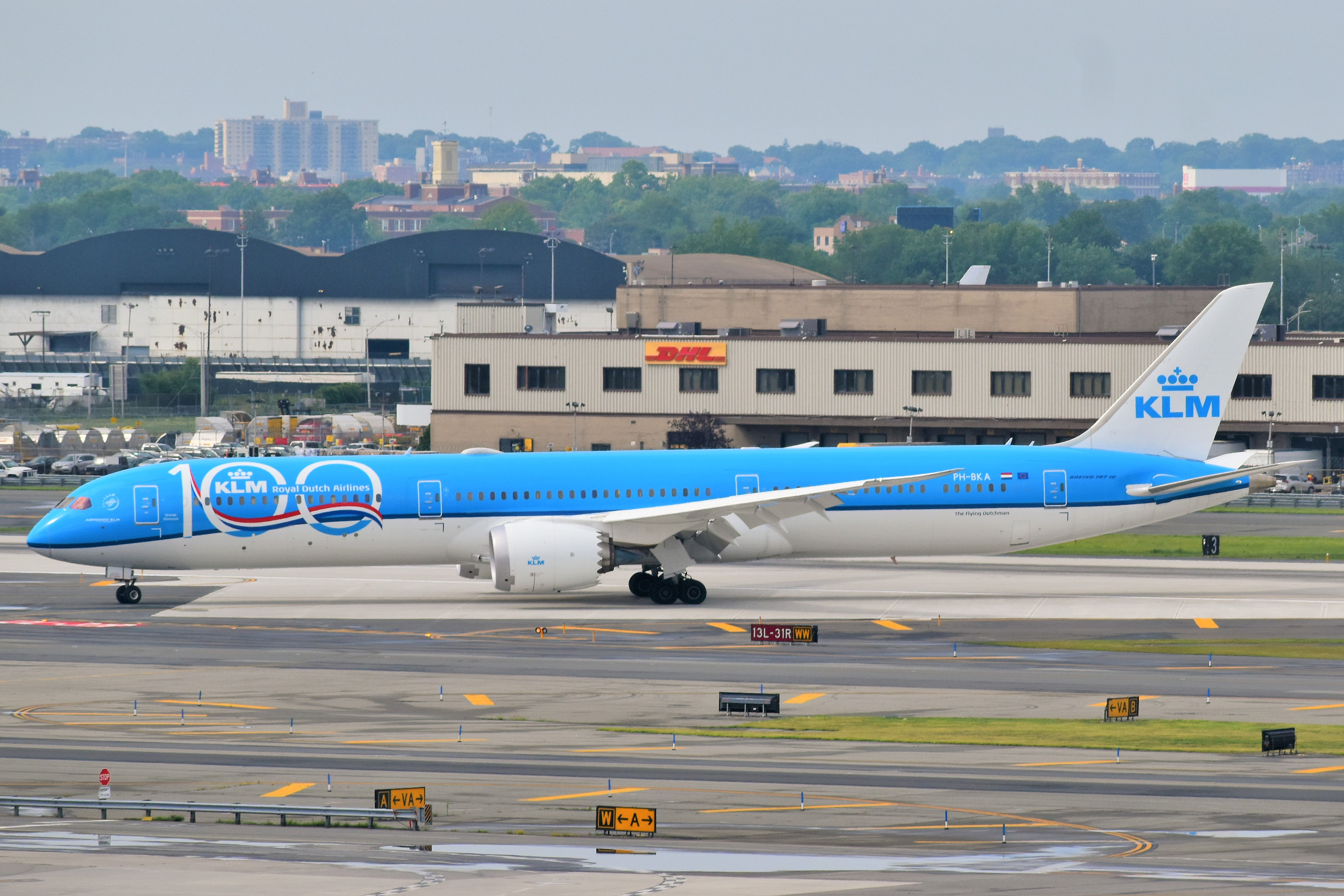
Boeing 787-10 đánh dấu 100 năm hoạt động của hãng tại Sân bay quốc tế John F. Kennedy

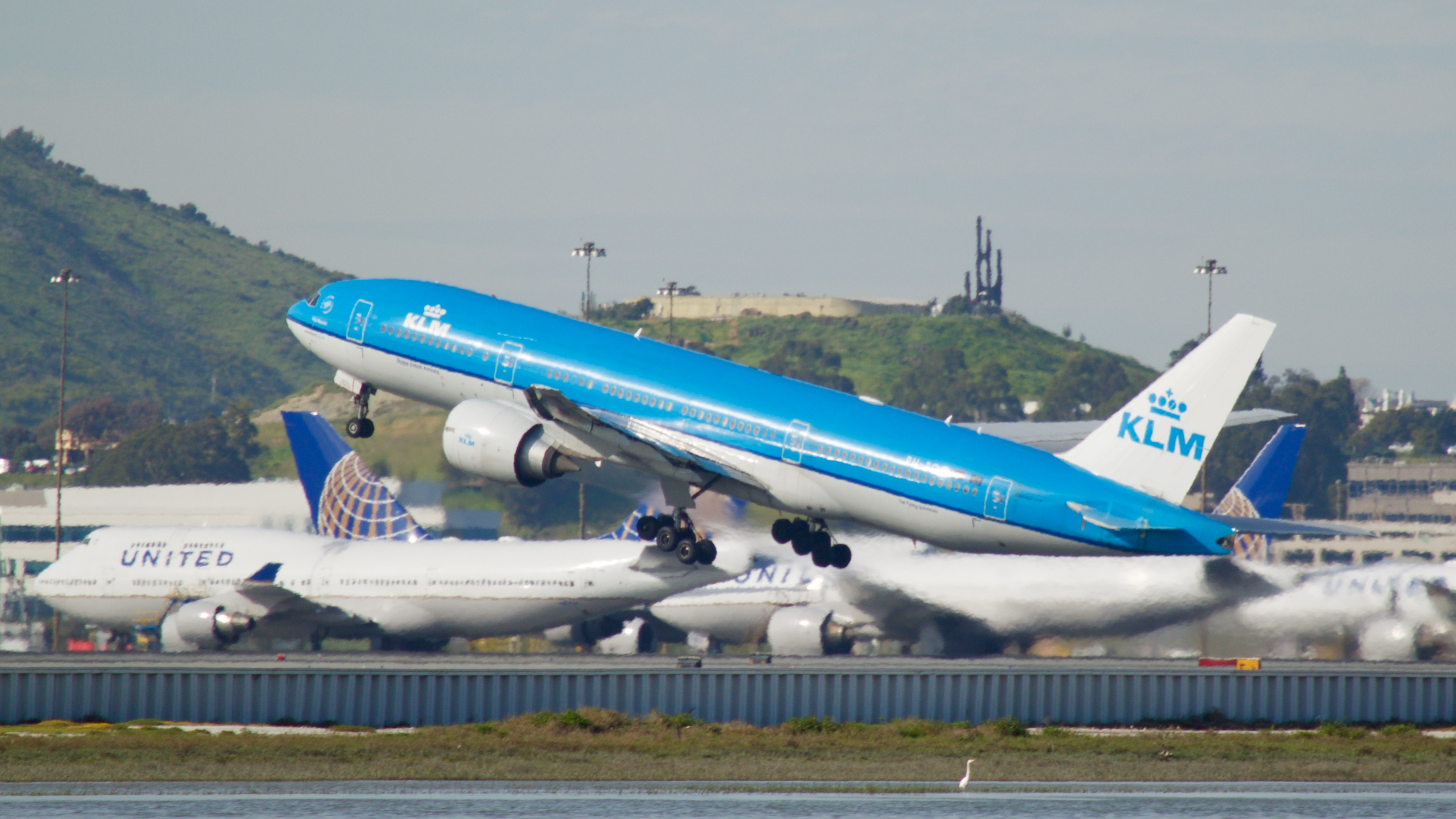
Boeing 777-200ER

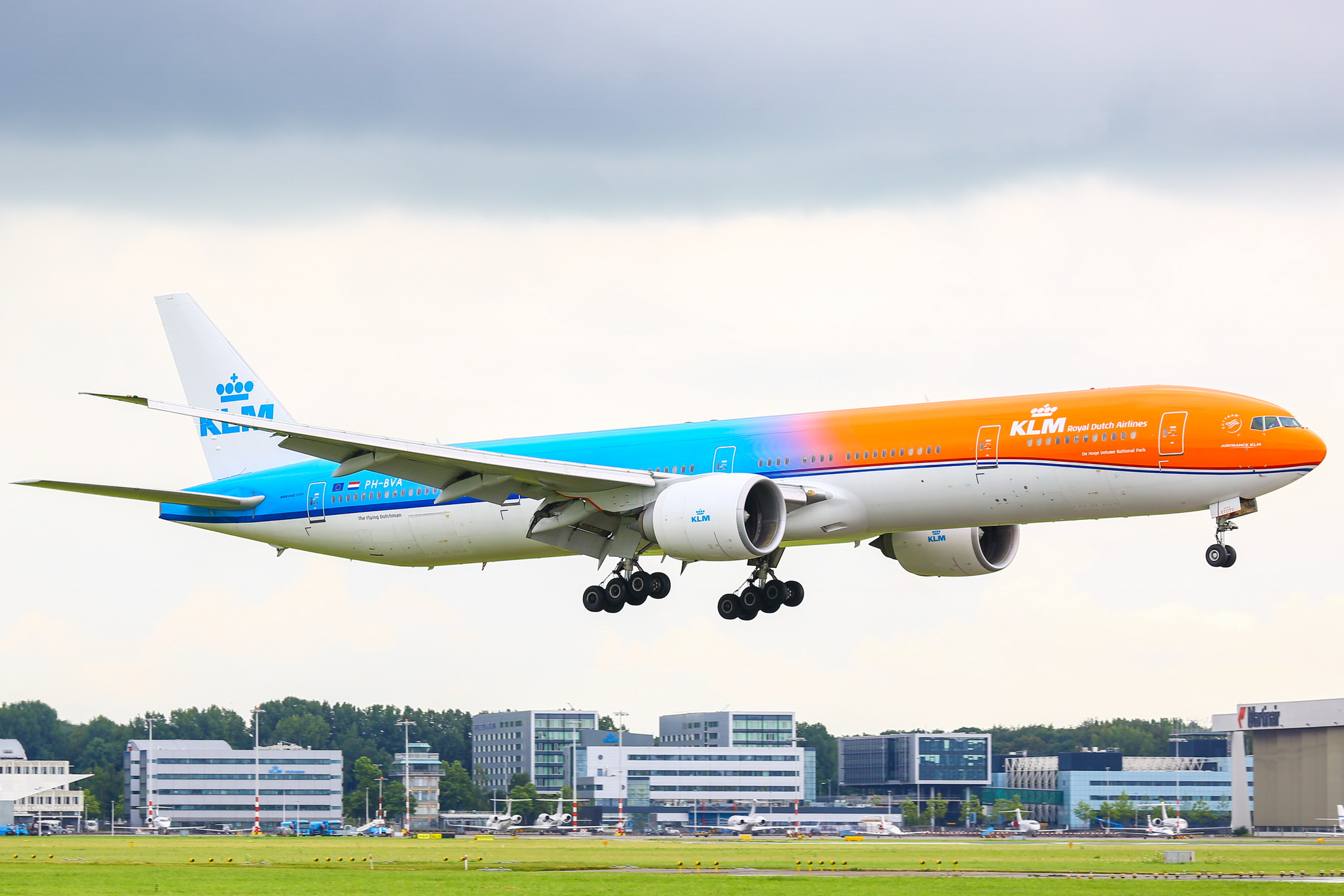
Boeing 777-300ER hạ cánh tại Sân bay Amsterdam Schiphol

Tính tới tháng 7/2024:

### Lịch sử đội bay
KLM đã từng sử dụng các loại máy bay sau

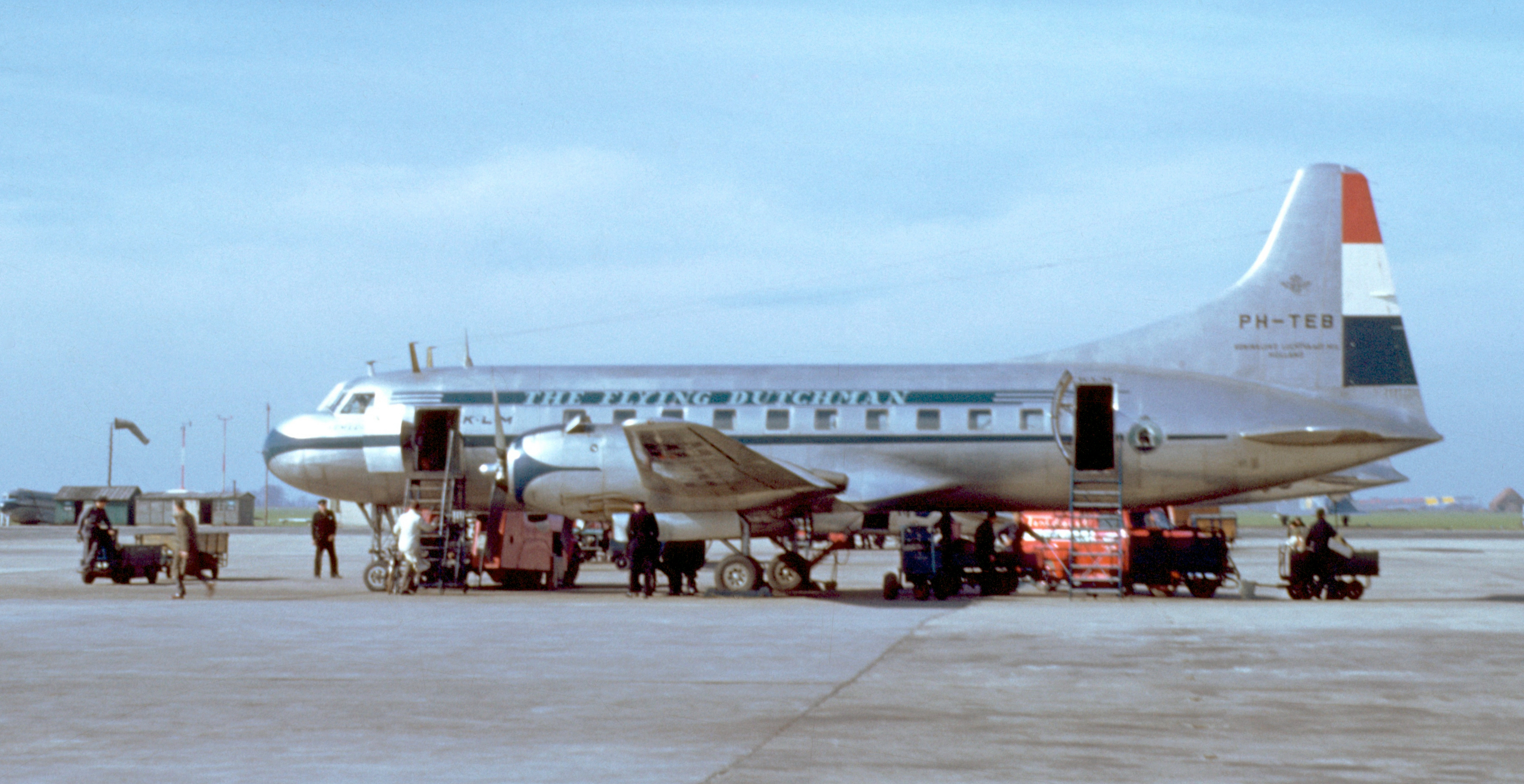
KLM Convair

| Máy bay                         | Năm giới thiệu | Năm kết thúc |
| ------------------------------- | -------------- | ------------ |
| Lockheed Model 14 Super Electra | 1938           | 1948         |
| Douglas DC-3                    | 1936           | 1964         |
| Fokker F.XXXVI                  | 1935           | 1939         |
| Fokker F.XXII                   | 1935           | 1939         |
| Douglas DC-2                    | 1934           | 1946         |
| Fokker F.XX                     | 1933           | 1936         |
| Fokker F.XVIII                  | 1932           | 1946         |
| Fokker F.XII                    | 1931           | 1936         |
| Fokker F.IX                     | 1930           | 1936         |
| Fokker F.VIII                   | 1927           | 1940         |
| Fokker F.VII                    | 1925           | 1936         |
| Fokker F.III                    | 1921           | 1930         |
| Fokker F.II                     | 1920           | 1924         |
| De Havilland DH.16              | 1920           | 1924         |

| Máy bay                                   | Năm giới thiệu | Năm kết thúc |
| ----------------------------------------- | -------------- | ------------ |
| McDonnell Douglas DC-10-30                | 1972           | 1995         |
| Boeing 747-200 (includes SUD conversions) | 1971           | 2004         |
| Douglas DC-9 (series 10/30 Máy bay)       | 1966           | 1989         |
| Douglas DC-8 (series 30/50/63 Máy bay)    | 1960           | 1985         |
| Lockheed L-188 Electra                    | 1959           | 1969         |
| Vickers Viscount                          | 1957           | 1966         |
| Douglas DC-7                              | 1953           | 1966         |
| Lockheed Super Constellation L-1049       | 1953           | 1966         |
| Convair 340                               | 1953           | 1964         |
| Douglas DC-4                              | 1946           | 1958         |
| Convair 240                               | 1948           | 1959         |
| Douglas DC-6                              | 1948           | 1963         |
| Douglas Skymaster C-54                    | 1945           | 1959         |
| Douglas DC-5                              | 1940           | 1941         |

| Máy bay                 | Năm giới thiệu | Năm kết thúc |
| ----------------------- | -------------- | ------------ |
| Embraer 190             | 2012           |              |
| Airbus A330-300         | 2012           | —            |
| Boeing 737-700          | 2008           | —            |
| Boeing 777-300ER        | 2008           | —            |
| Fokker 70               | 2007           | 2019         |
| Airbus A330-200         | 2005           | —            |
| Boeing 777-200ER        | 2003           | —            |
| Boeing 737-900          | 2001           | —            |
| Boeing 737-800          | 1999           | —            |
| Boeing 767-300ER        | 1995           | 2007         |
| McDonnell Douglas MD-11 | 1993           | 2014         |
| Boeing 747-400          | 1989           | 2021         |
| Boeing 737-400          | 1989           | 2011         |
| Boeing 737-300          | 1986           | 2011         |
| Airbus A310-200         | 1983           | 1997         |
| Boeing 747-300          | 1983           | 2004         |

## Thỏa thuận liên danh
KLM chia sẻ mã bay với các thành viên của liên minh SkyTeam và các công ty sau:
- Aer Lingus
- Aeroflot
- Aerolíneas Argentinas
- Aeroméxico
- Air Astana
- Air Europa
- Air France
- Air Malta
- Air Mauritius
- Air Serbia
- airBaltic
- Alitalia
- Atlantic Airways
- Bangkok Airways
- Belavia
- Bulgaria Air
- China Airlines
- China Eastern Airlines
- China Southern Airlines
- Copa Airlines
- Croatia Airlines
- Czech Airlines
- Delta Air Lines
- Etihad Airways
- Garuda Indonesia
- Georgian Airways
- Gol Transportes Aéreos
- Kenya Airways
- Korean Air
- kulula.com
- Lao Airlines
- Loganair
- Malaysia Airlines
- Oman Air
- Pegasus Airlines
- Qantas
- Saudia
- Sichuan Airlines
- Sky Express
- Surinam Airways
- TAAG Angola Airlines
- TAROM
- Transavia
- Ukraine International Airlines
- Ural Airlines
- Vietnam Airlines
- WestJet
- Widerøe
- Winair
- XiamenAir

## Các hạng ghế ngồi
KLM phục vụ các dịch vụ hạng Thương gia và hạng Phổ thông trên tất cả các chuyến bay. Trên các chuyến bay dài, hẵng có thêm dịch vụ Phổ thông linh hoạt. Hạng thương gia được gọi là Europe Select trên các đường bay ngắn và World Business Class trên các đường bay dài.